# Mia Mack
Mia Mack (* 16. Oktober 2004 in Usingen) ist eine deutsche Tennisspielerin.

## Karriere
Mack spielt bislang vor allem auf der ITF Junior Tour und der ITF Women’s World Tennis Tour und gehört seit 2020 zum Porsche Junior Team.
2018 gewann sie zusammen mit Joëlle Steur den Titel der Deutschen Meisterschaften im Doppel U14.
2019 wurde Mia Mack zusammen mit Partnerin Tea Lukic Deutsche Meisterin der U16 im Doppel.
2020 erhielt Mack eine Wildcard für das Hauptfeld bei den Nationalen Deutschen Hallen-Tennismeisterschaften, wo sie in der ersten Runde gegen Charlotte Klasen mit 5:7 und 6:76 verlor.
2021 erhielt sie wiederum eine Wildcard für das Hauptfeld der Nationalen Deutschen Hallen-Tennismeisterschaften, wo sie in der ersten Runde gegen Julia Middendorf mit 5:7 und 1:6 verlor.
Im Juni 2022 qualifizierte sich Mia Mack für das Hauptfeld im Dameneinzel der mit 25.000 US-Dollar dotierten Swiss Tennis International Tour, wo sie in der ersten Runde gegen Tayisiya Morderger mit 2:6 und 2:6 verlor. Bei den im Juli stattfindenden Internationalen Württembergischen Damen-Tennis-Meisterschaften um den Stuttgarter Stadtpokal erhielt sie wieder eine Wildcard für das Hauptfeld, musste sich aber wieder in der ersten Runde des Hauptfeldes geschlagen geben, diesmal mit 0:6 und 1:6 gegen Stephanie Wagner. Im August trat sie zusammen mit Partnerin Alexandra Vecic im Doppel bei den Boso Ladies Open Hechingen an. Die beiden verloren aber bereits ihr erstes Match gegen Noma Noha Akugue und Joëlle Steur mit 5:7 und 2:6.

### College Tennis
Ab der Saison 2022/23 spielt Mack für das Damentennisteam der Hurricanes der University of Miami.

## Turniersiege

### Doppel
| Nr. | Datum             | Turnier             | Kategorie | Belag     | Partnerin       | Finalgegnerinnen                   | Ergebnis          |
| --- | ----------------- | ------------------- | --------- | --------- | --------------- | ---------------------------------- | ----------------- |
| 1.  | 12. Oktober 2024  | Scharm asch-Schaich | ITF W15   | Hartplatz | Vivien Sandberg | Mara Gae Zuzanna Pawlikowska       | 6:4, 3:6, [12:10] |
| 2.  | 19. Oktober 2024  | Scharm asch-Schaich | ITF W15   | Hartplatz | Vivien Sandberg | Alissa Kjummel Jekaterina Makarowa | 6:0, 6:3          |
| 3.  | 16. November 2024 | Monastir            | ITF W15   | Hartplatz | Marie Vogt      | Julia Adams Esther Adeshina        | 7:5, 6:4          |

## Persönliches
Mia Mack besuchte das Christoph-Schrempf-Gymnasium Besigheim in Besigheim und wohnt in Löchgau.